# Палмас (Токантинс)
Палмас (на португалски: Palmas) е град-община и столица на щата Токантинс в Централна Бразилия. Населението му е 184 010 жители (2008 г.) Името му означава Палми. Основан е на 20 май 1989 г. Температурата в града през годината варира между 28 и 35 градуса по Целзий. Пощенският му код е 77000-000. Градът разполага с университет и летище. Летище Палмас обслужва вътрешни полети до други големи градове в Бразилия.